# Rollerblades
Rollerblades è un brano musicale della cantante britannica Eliza Doolittle, terzo singolo estratto dal suo album di debutto omonimo, Eliza Doolittle. È stato distribuito dall'etichetta discografica EMI il 17 ottobre 2010 ed è entrato in rotazione nella Playlist-A di Radio 1. Il video musicale girato per il singolo è apparso sul canale YouTube di Eliza Doolittle il 21 settembre 2010.

## Tracce
CD singolo
1. Rollerblades - 3:05

CD singolo (con video)
1. Rollerblades - 3:06
2. Doo Little - 2:46
3. Rollerblades (Radio Edit) - 3:02
4. Rollerblades (Video) - 3:10

## Classifiche
| Classifica (2010) | Posizione massima |
| ----------------- | ----------------- |
| Belgio (Fiandre)  | 98                |
| Regno Unito       | 58                |